# Wylfa kärnkraftverk
Wylfa är ett kärnkraftverk som ligger strax väster om Cemaes Bay, på ön Anglesey i norra Wales.
Wylfa började byggas i september 1963 och togs i drift slutet av 1971. Kraftverket har två Magnox-reaktorer på 490 MWe (elektrisk effekt). Det är den största och sista reaktorn av denna typ som har byggts i Storbritannien.
I april 2012 stängdes reaktor 2. Reaktor 1 stängdes i december 2015, efter 44 års drift.

## Wylfa Newydd
I september 2020 meddelade Hitachi att de hoppar av projektplanen Wylfa Newydd, som syftade till att bygga nya kärnkraftverk på platsen. Kostnaderna beräknades då till ca 20 miljarder pund, dvs. ca 235 miljarder kronor (prisnivå oktober 2021).